# Roderick Nash
Roderick Frazier Nash est un historien spécialisé en histoire de l'environnement, professeur à l'Université de Californie à Santa Barbara.

## Parcours universitaire
Nash a obtenu son baccalauréat ès arts à l'Université Harvard en 1960 et son doctorat à l'Université du Wisconsin-Madison en 1965. Il est l'auteur de plusieurs livres et essais. Sa thèse, Wilderness and the American Mind, réalisée sous la direction de Merle Curti, est devenue l’un des textes fondateurs du domaine de l’histoire de l’environnement. Après avoir enseigné pendant deux ans au Dartmouth College, il rejoint le département d'histoire de l'Université de Californie à Santa Barbara, où il travaille avec des historiens tels que Wilbur Jacobs, Robert O. Collins, Frank J. Frost, C. Warren Hollister, Leonard Marsak et Joachim Remak. Après avoir été témoin d'une marée noire à Santa Barbara en 1969, lui et un certain nombre d'autres membres du corps enseignant de l'université ont fondé un programme d'études environnementales en 1970. Depuis les 12 premiers diplômés en 1972, il y a eu 4 000 diplômés dans 300 filières de spécialisation différentes. Nash est un défenseur de l'éducation environnementale et est par ailleurs un passionné de rafting.

## Wilderness and the American Mind
L'étude de Nash dans ce livre porte sur l'attitude des Américains envers l'idée de nature sauvage. Il discute des différentes attitudes que les Américains ont eues envers la nature depuis la colonisation, et des utilisations et définitions changeantes de la « nature sauvage » (wilderness) dans ce contexte. Plus précisément, Nash décrit l'évolution de la conception américaine de la nature sauvage à travers le transcendantalisme, le primitivisme, le préservationnisme, jusqu'au conservationnisme. Nash affirme que si la nature sauvage doit survivre, nous devons, paradoxalement, gérer la nature sauvage - à tout le moins, notre comportement envers la nature sauvage doit être contrôlé.

## Publications
- Wilderness and the American Mind (1967)[4].
- The American Environment: Readings in the History of Conservation (1968).
- The Call of the Wild 1900–1916[5] (1970).
- Environment and Americans: The Problem of Priorities (1972).
- The Big Drops: Ten Legendary Rapids (1978). Co-écrit avec Robert O. Collins
- The Rights of Nature: A History of Environmental Ethics (1989).
- American Environmentalism: Readings in Conservation History (1990).
- The Nervous Generation: American Thought, 1917–1930 (1990).

- From These Beginnings: A Biographical Approach to American History, Volume I et II.